# Jurij Zalokar
Jurij Zalokar, slovenski zdravnik psihiater, * 5. maj 1928, Ljubljana, † 5. oktober 2018, Jesenice.

## Življenje in delo
Jurij Zalokar, sin ginekologa Alojzija Zalokarja in zdravnice Ane Zalokar, je po končani osnovni šoli in gimnaziji študiral medicino. Na Medicinski fakulteti v Ljubljani je leta 1951 diplomiral, prav tam 1956 opravil izpit iz nevropsihiatrije in 1978 doktoriral. Leta 1968 je bil imenovan za primarija, 1981 pa izvoljen za docenta za psihiatrijo na MF v Ljubljani. Služboval je po različnih psihiatričnih bolnišnicah in dispanzerjih v Sloveniji. Bil je sodni izvedenec-psihiater v Ljubljani, Celju, Kranju, Novi Gorici. Predaval je na srednjih šolah za medicinske sestre v Ljubljani, Celju, na Jesenicah in v Novi Gorici. V letih 1986−1989 je deloval v Melbournu kjer je v bolnišničnem etničnem psihiatričnem oddelku preučeval zlasti shizofrenijo, duševne motnje izseljencev in organizacijo psihiatrične službe.

## Knjige
- O tesnobi našega časa, Anksioznost in anksiozna stanja, Mohorjeva družba Celje; 1983
- Joga Znanost Ljubezni, Mohorjeva druzba; 1976
- Mavrična kača, Didakta Radovljica; 1991
- Psychological and psychopathological problems of immigrants and refugees; Didakta Radovljica; 1994
- Titanikov sindrom; zbirka člankov na temo Plovba skozi pekel časa; Unigraf, Ljubljana, 1995
- Joga in naš čas; pot k resnici, stranpota, zlorabe; Unigraf, Ljubljana, 2005